# Canato de Astracã

Território dominado pelo Canato de Astracã, entre 1466 e 1556

O Canato de Astracã (em tártaro: Xacitaxan Xanlığı) foi um Estado feudal tártaro que surgiu como resultado a fragmentação dos territórios da Horda de Ouro. O canato existiu nos séculos XV e XVI, na área adjacente à foz do rio Volga, onde se localiza a cidade atual de Astracã.
O canato foi estabelecido por Mäxmüd de Astracã, em 1466. A capital era a cidade de Xacítarxan, também conhecida nas crônicas russas como Astrakhan. Seu território abrangia o Baixo Volga e o delta do Volga, incluindo a maior parte do atual oblast de Astracã e as estepes na margem leste do Volga no que é hoje a Calmúquia. O Canato da Crimeia fazia fronteira com Astrakhan a oeste e a costa noroeste do Mar Cáspio era seu limite ocidental.

## História
Na década de 1530 Astracã colaborou com o Canato da Crimeia e a Horda Nogai em uma campanha militar contra a Rússia. Depois Astrakhan se envolveu em conflitos contra seus próprios aliados tártaros. Em 1552 Kazan foi capturada pelos exércitos de Ivã o Terrível, e logo em seguida uma facção pró-Moscovita assumiu o poder em Astrakhan.
Ivan enviou soldados para Astracã, colocando Darwish Khan como um governante vassalo de Astrakhan em 1554. As forças russas que ocupavam Astrakhan tinham o apoio de nobres pró-moscovitas e chefes tribais Nogais. Após a ameaça de um rei crimeano contra Astracã, Darwish Khan conspirou com o Canato da Crimeia para expulsar os russos de seus domínios. Como resposta Ivan mandou exércitos cossacos e strelets russos para o local, que em 1556 foi conquistado e anexado. Xacitarxan foi sitiada e queimada, e o Canato foi absorvido pelos russos e abolido. Darwish Khan escapou para o castelo de Azov.
Muitos nogais foram transferidos para o Cazaquistão e o Daguestão. No entanto hoje em dia vivem aproximadamente 70.000 tártatos de Astrakhan no oblast de Astracã.
A capital do canato era Xacitarxan (ou Khadjitarkhan), localizada aproximadamente 12 quilômetros ao sul da atual Astracã.

## Lista de cãs de Astracã
- Mäxmüd de Astrakhan
- Qasim I (1466 - 1490)
- Ghabdelkarim (1490 - 1504)
- Qasim II (1504 - 1532)
- Aq Kubek (primeiro reinado) 1532 - 1534
- Ghabdraxman (1534 - 1538)
- Darwish Ghali (1537 - 1538)
- Shayex Xaydar (1538 - 1541)
- Aq Kubek (segundo reinado) (1541 - 1544)
- Yaghmurchi (1544 - 1554)
- Darwish Ghali (1554 - 1557)